# Philip Louis Pratley
Philip Louis Pratley, né le 4 décembre 1884 à Liverpool (Angleterre) et mort le 1er août 1958, est un ingénieur-conseil montréalais.
Il a été responsable de la conception et de la construction de plusieurs ponts-routes de grande portée parmi les plus remarquables au Canada. Il a conçu, entre autres : le pont Jacques-Cartier (1930), à Montréal, le pont de l'Île d'Orléans (1935) et le Pont Lions Gate (1938) à Vancouver, le pont Angus L. Macdonald à Halifax (1952-1955) et le pont Skyway à Hamilton (1958).
Il émigre à Montréal en 1906. Son fils Hugh, lui aussi ingénieur, terminera la conception du Pont Champlain après son décès.
En 1987, la Société canadienne de génie civil a honoré sa mémoire en nommant une médaille en son nom, remise annuellement au meilleur auteur d’articles traitant de génie civil. En 2005, Il a été désigné Personne d'importance historique nationale par le gouvernement du Canada. Une plaque commémorative a été placée à l'approche nord du pont Jacques-Cartier à Montréal.